# 고흥 소록도 마리안느와 마가렛 사택
고흥 소록도 마리안느와 마가렛 사택은 대한민국 전라남도 고흥군 도양읍, 국립소록도병원 내에 있는 일제강점기의 건축물이다. 2016년 6월 14일 대한민국의 국가등록문화재 제660호로 지정되었다.

## 지정사유
40여 년간 소록도에서 한센인들에 대한 적극적인 의료 봉사활동을 하였던 가톨릭 교회의 재속회인 오스트리아 그리스도왕 시녀회 소속 마리안느 스퇴거(Marianne Stoeger·83)와 마가렛 피사렉(Margareth Pissarek·82)이 거주했던 벽돌조 주택으로, 한센인들이 겪었던 아픔을 함께 나누었던 마리안느와 마가렛의 희생과 봉사의 상징적인 주택으로 역사적 가치가 있다.

## 같이 보기
- 국립소록도병원
- 고흥 소록도 한센인 생활 유품
- http://movie.daum.net/magazine/news/article?newsId=20170606163821950%5B깨진+링크(과거+내용+찾기)%5D

## 참고 자료
- 고흥 소록도 마리안느와 마가렛 사택 - 국가유산청 국가유산포털